# タリオーロ・モンフェッラート
タリオーロ・モンフェッラート（伊: Tagliolo Monferrato）は、イタリア共和国ピエモンテ州アレッサンドリア県にある、人口約1,500人の基礎自治体（コムーネ）。

## 地理

### 位置・広がり
| 隣接するコムーネは以下の通り。括弧内のGEはジェノヴァ県所属を示す。 - ベルフォルテ・モンフェッラート - ボージオ - カザレッジョ・ボイロ - レルマ - オヴァーダ - ロッシリオーネ (GE) - シルヴァーノ・ドルバ |

### 地震分類
イタリアの地震リスク階級 (it) では、3 に分類される
。

## 行政

### 分離集落
タリオーロ・モンフェッラートには、以下の分離集落（フラツィオーネ）がある。
- Caraffa, Cherli, Crocera, Gambina, Grossi, Mongiardino, Pessino, Pianomoglia, Varo, San Pietro